# Hội chứng CREST
Hội chứng CREST, còn được gọi là xơ cứng bì hạn chế là một dạng của xơ cứng bì hệ thống  (lcSSc), là một bênh mô liên kết đa cơ quan. Chữ "CREST " viết tắt  cho 5 đặc điểm chính: lắng đọng calci ở mô mềm (calcinosis), hội chứng Raynaud, rối loạn vận động thực quản (esophageal dysmotility), chai cứng đầu ngón (sclerodactyly), và sao mạch (telangiectasia).
Hội chứng CREST có liên quan đến phát hiện được kháng thể kháng tâm động (một phần của tế bào), và thường không ảnh hưởng đến thận (một đặc điểm phổ biến ở bệnh xơ cứng bì hệ thống). Thể ảnh hưởng đến phổi thường gây tăng áp động mạch phổi.

## Triệu chứng lâm sàng

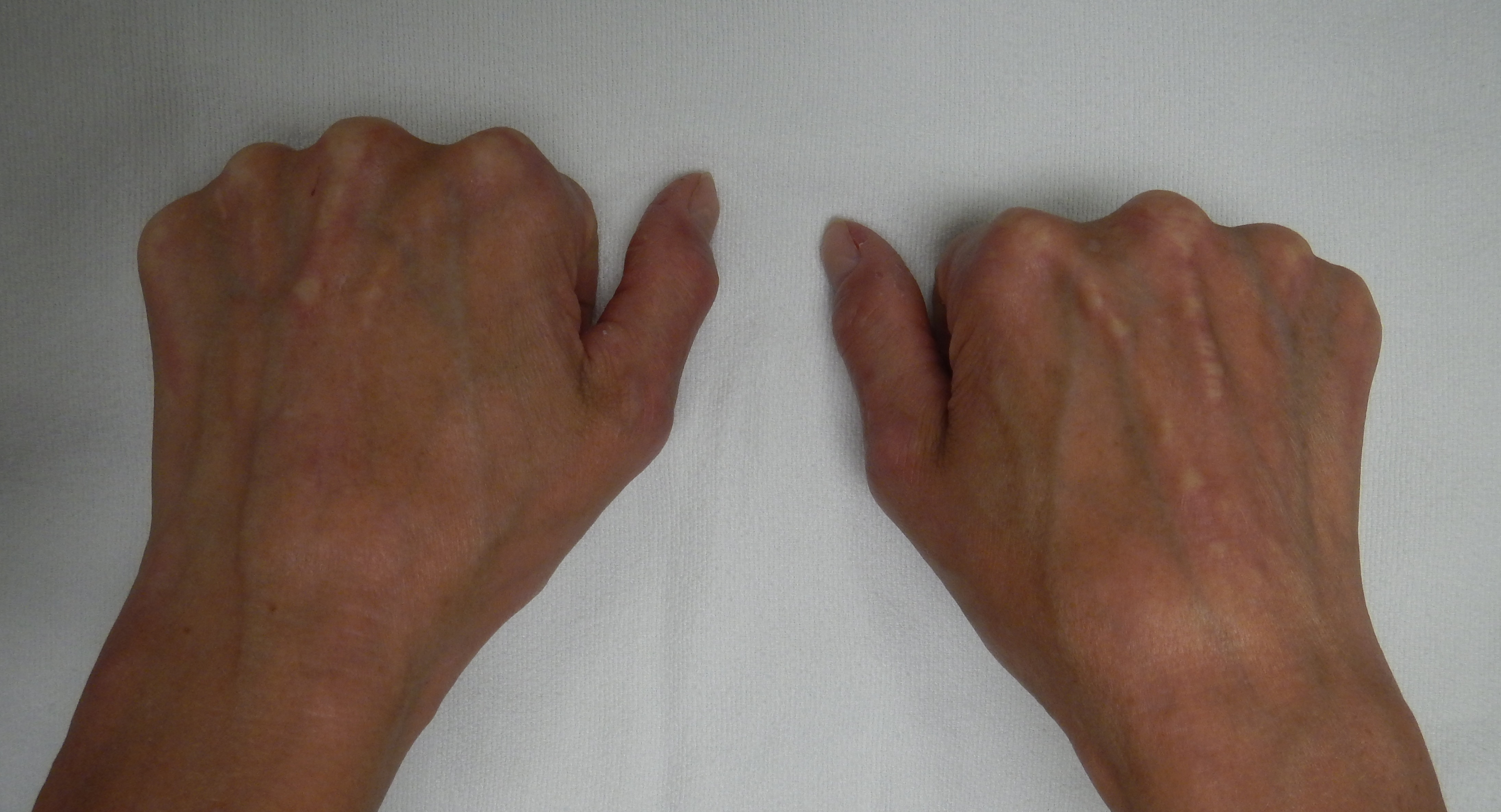
Hội chứng CREST (calcinosis và sclerodactyly)

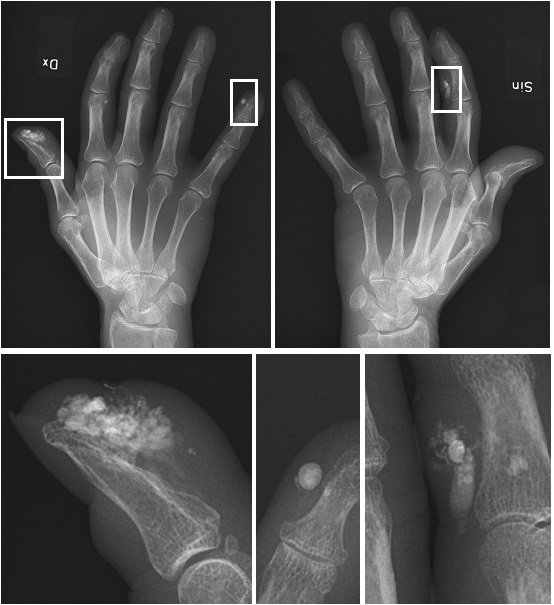
X-quang cho thấy lắng đọng calci ở một người phụ nữ bị hội chứng CREST.

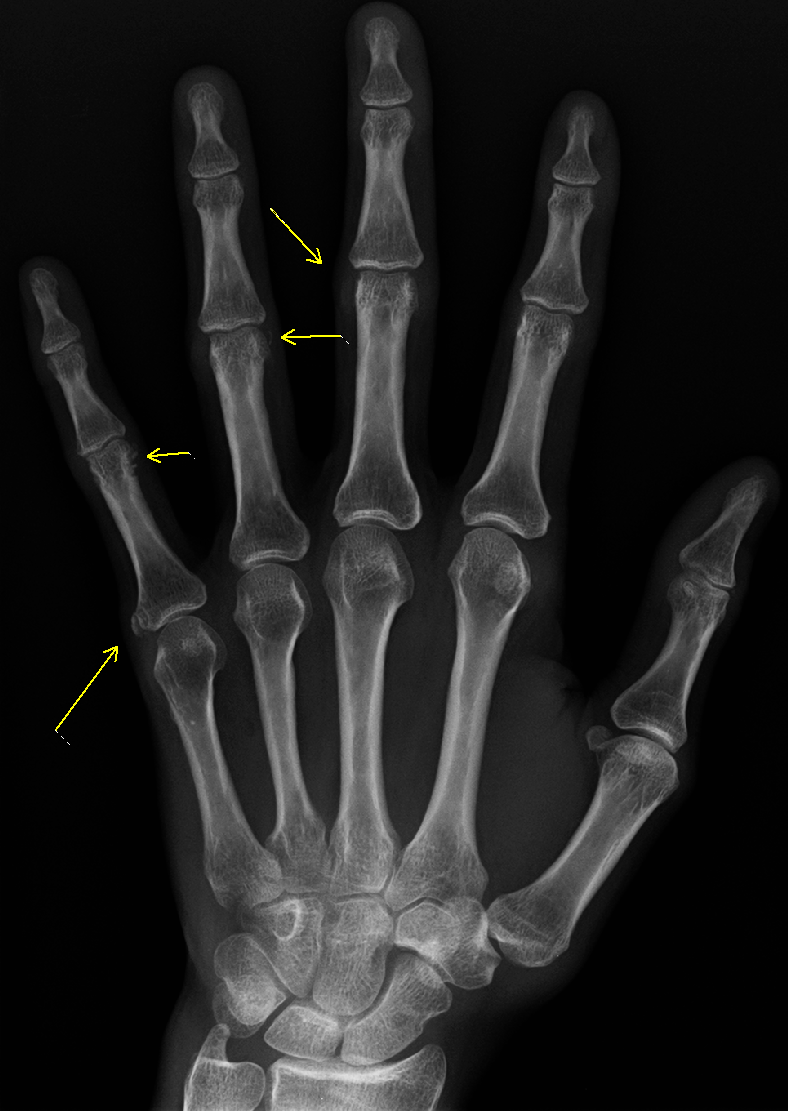
X-quang cho thấy các nốt vôi hóa ở hội chứng CREST.

### Lắng đọng calci
Hội chứng CREST gây ra dày và căng da do các nốt calci hóa lắng đọng ("calcinosis").

### Rối loạn vận động thực quản
Biểu hiện với cảm giác thức ăn bị nghẹn ở giữa - hoặc quản dưới, đau ngực hay ho không điển hình. Bệnh nhân thường phải uống nước để nuốt thức ăn rắn. Sự rối loạn vận động này là do teo cơ trơn ở thành ống tiêu hóa. Sự thay đổi này có thể xảy ra có hoặc không có bằng chứng bệnh lý xơ hóa mô.

### Chai đầu ngón
Mặc dù đâu là triệu chứng dễ dàng nhận nhất nhưng nó không biểu hiện nổi bật ở tất cả các bệnh nhân. Dày da thường xuất hiện ở đầu các ngón đến khớp bàn ngón. Trong thời kỳ đầu, da có thể xuất hiện phù nề và viêm.

### Sao mạch
Các nốt sao mạch  (giãn mao mạch) xảy ra trên da mặt, bề mặt lòng bàn tay và niêm mạc. Sao mạch có xu hướng nhiều hơn ở những bệnh nhân có bệnh mạch máu liên quan đến xơ cứng bì (ví dụ tăng áp động mạch phổi). Số lượng của sao mạch và vị trí xuất hiện tăng lên theo thời gian.

### Đau khớp
Đau nhiều khớp chủ yếu là các khớp chi trên, có thể viêm ở các khớp nhưng không có biến dạng khớp.